# Gian Pyres
Gian Pyres, egentligen Gianpiero Giuseppe Piras, född 20 oktober 1973 i London, England, är en brittisk gitarrist och låtskrivare. Han är gitarrist i det brittiska brutal death metal-bandet Gorerotted.
Pyres är mest känd för att ha varit gitarrist i Cradle of Filth från 1996 till 2002. Han har även varit medlem i andra band, däribland Extreme Noise Terror.

## Diskografi

### Cradle of Filth
- 1996 - Dusk... and Her Embrace
- 1998 - Cruelty and the Beast
- 1999 - From the Cradle to Enslave
- 2000 - Midian
- 2001 - Bitter Suites to Succubi
- 2002 - Lovecraft & Witch Hearts
- 2002 - Live Bait for the Dead

### Extreme Noise Terror
- 2001 - Being and Nothing